# Как выигрывать в шашки (каждый раз)
«Как выигрывать в шашки (каждый раз)» (англ. How to Win at Checkers (Every Time), тайск. พี่ชาย My Hero) — драматический фильм, снятый Джошем Кимом по одноименному роману Раттавата Лапчароенсапа. Мировая премьера ленты состоялась 8 февраля 2015 года на Берлинском кинофестивале. Фильм был выдвинут Таиландом на премию «Оскар-2016» в номинации «Лучший фильм на иностранном языке».

## Сюжет
11-летний Оат после смерти родителей сталкивается с неопределённым будущим, когда его старший брат Эк участвует в ежегодной военной лотерее (в Таиланде призыв в армию осуществляется посредством лотереи). Будучи не в силах убедить брата сделать всё, что можно, чтобы изменить судьбу, Оат берёт инициативу в свои руки, и это приводит к неожиданным последствиям.

## В ролях
| Актёр                | Роль              |
| -------------------- | ----------------- |
| Тони Раккаен         | взрослый Оат      |
| Инкарат Дамронсаккун | Оат               |
| Тира Чутикун         | Эк                |
| Чинна Наварат        | Джей              |
| Натарат Лакха        | Китти             |
| Ковит Ваттанакун     | отец Джуниора Сиа |
| Белл Нунтита         | певица            |
| Майкл Чаонасай       | клиент            |
| Анават Патанаваникул | Джуниор           |
| Ватанья Тамди        | тётя              |